# Мандагай
Мандагай — участок (населённый пункт) в Черемховском районе Иркутской области России.
Входит в состав Голуметского муниципального образования. Находится примерно в 69 км к юго-западу от районного центра.

## Население
| 2002 | 2010 | 2011 | 2012 |
| ---- | ---- | ---- | ---- |
| 149  | ↘130 | →130 | →130 |